# در کنار پروانه‌ها
در کنار پروانه ها یک مجموعه تلویزیونی ایرانی به کارگردانی داریوش یاری و تهیه‌کنندگی بهروز مفید است. پخش این مجموعه از ۶ شهریور ۱۴۰۰ از شبکه دو سیما آغاز شده است.
تیتراژ پایانی این سریال توسط احسان خواجه‌امیری اجرا شده‌است.

## خلاصه داستان
داستان سریال «در کنار پروانه‌ها» از آن‌جا شروع می‌شود که مشکلاتی پی در پی، «رهی» را که از بیماری حاد قلبی در رنج است، به جوانی ناامید تبدیل کرده است. او برای نجات تنها دلخوشی زندگی خود یعنی خواهرش، طعمه نقشه‌ای می‌شود.

## بازیگران
| بازیگر         | نقش            | توضیحات                                                                             |
| -------------- | -------------- | ----------------------------------------------------------------------------------- |
| پروانه معصومی  | گیلسو          | مادر ابراهیم، فرد مورد اعتماد ده                                                    |
| سامرند معروفی  | رهی محمودی     | نقش اصلی داستان، پسر علیمحمد، برادر ریحانه، دوست مجید،دزد، عاشق ستاره، قاتل ابراهیم |
| برزو ارجمند    | رفیع           | همسر مهری، فردی هوس باز، خواستار لیلا، کدخدا ده                                     |
| محمود جعفری    | کریم           | پدر لیلا، بدهکار رفیع                                                               |
| خسرو شهراز     | علیمحمد محمودی | پدر رهی و ریحانه                                                                    |
| بیتا سحرخیز    | ستاره امجد     | مربی مهد، دوست رهی و مجید، عاشق رهی،دزد                                             |
| نگار عابدی     | ریحانه محمودی  | دختر علیمحمد، خواهر رهی، بدهکار در زندان                                            |
| مهران رجبی     | یحیی           | متولی امامزاده، بنا                                                                 |
| شهین تسلیمی    | عمه            | عمهٔ ستاره، مورد سرقت قرار گرفته                                                     |
| نسرین بابایی   | سودابه         | همسر تقی، دوست لیلا                                                                 |
| وحید رحیمیان   | مجید           | مکانیک، دوست رهی، عاشق سیمین                                                        |
| کاوه سماک باشی | عقیل           | پلیس، پسرخاله لیلا                                                                  |
| مجید پتکی      | تقی            | همسر سودابه                                                                         |
| الناز اسماعیلی | لیلا           | معلم، دختر کریم، عروس گیلسو                                                         |
| فرناز زوفا     | مهری           | همسر رفیع                                                                           |
| علی مجلسی      | بشیر           |                                                                                     |
| مهرداد بخشی    |                |                                                                                     |
| مهدی شاکریان   | سیامک          | دوستِ رهی،جیب بر                                                                     |
| محمد امین      |                |                                                                                     |